# Rondon (Paraná)
Rondon est une municipalité brésilienne située dans l'État du Paraná.